# Напівбоги

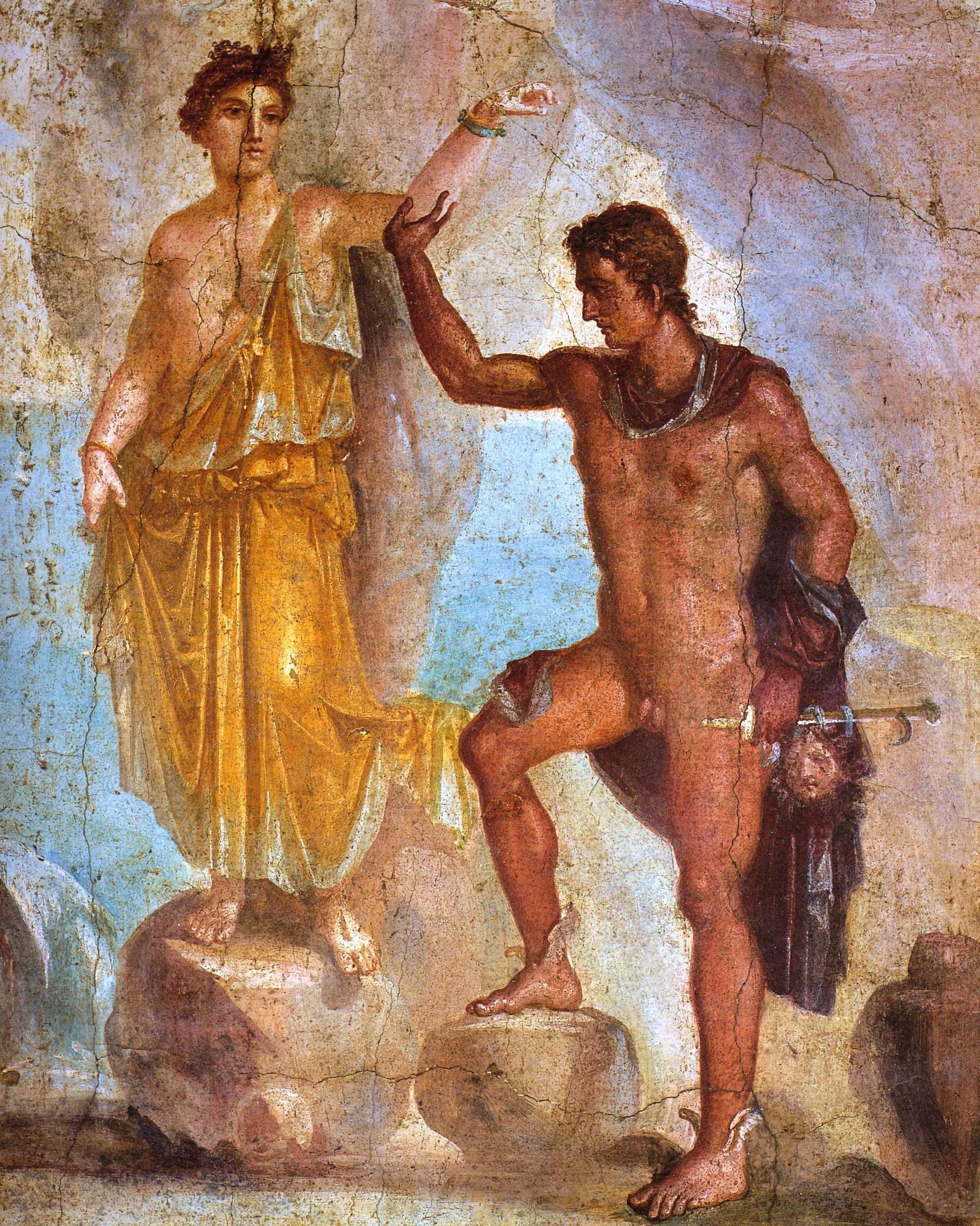
Андромеда і Персей — напівбог

Напівбоги (грец. Ημίθεοι) — у грецькій і римській міфології божества нижчого ряду, народжені від богів і смертних жінок або від богинь і смертних чоловіків.
До напівбогів відносили Геракла, сина Зевса й Алкмени, Персея, сина Зевса й Данаї, Ахіллеса, сина Фетіди й Пелея і т. д. Були напівбоги, що походили від смертних батьків, але своїми геройськими подвигами піднеслися до гідності богів (Тесей та інші).

## Напівбоги у Ведах (девати)
Ведична література використовує термін півбог (на санскриті девата) для позначення живих істот, що живуть на вищих, райських планетах. Серед головних півбогів - Господь Брахма та Господь Шіва. У Ведах описано мільйони півбогів, що проживають на вищих планетних системах трильйони та мільярди (мільйони) років за людським підрахунком (один рік на землі дорівнює одній добі на вищих планетах, тобто сто років півбогів дорівнює нашим мільйонам, мільярдам, трильйонам років - залежно від півбога). Господрь Бахма живе найдовше серед півбогів - 100 його років тривають стільки ж, скільки наші, людські, на планеті Земля, 311 трильйонів 40 мільярдів років. Поклоніння півбогам Ведами не заохочується (як у язичників), бо ціль життя - не потрапити до раю, і прожити там мільярди років і потім знову реінкарнувати. Ціль у тому, щоб розірвати коло самсари. Тому поклоняються тим, хто може звільнити людину з самсари - а це може зробити тільки Сам Вішну, Крішна, тобто Бгагаван, Верховна Особистість Бога. Ставити півбогів на один рівень з Вішну - це образа, але оскільки півбоги є відданими слугами Вішну, то вшановують півбогів або деватів відповідно, як вайшнавів. Жоден півбог не може зрівнятися з чи бути вищим (у духовній ієрархії) за Вішну, оскільки тільки Вішну - Верховна Душа, а всі інші живі істоти - це Його ті чи інші частки (джіваатми, душі). Півбоги є джіваатмами, але Вішну - Параматма. Отже, не може бутий мови про те, що частина може бути цілим. На жаль, часто допускається така помилка. Наприклад, коли говорять про трімурті - "трійцю": Господа Вішну, Господа Брахму та Господа Шіву, виникає асоціація, що начеб-то усі ці три божества розташовані на одному рівні. Але серед цих трьох особистостей, Брахма та Шіва - півбоги, джіваатми (вони мають 55 трансцендентних якостей у неповному проявленні), тоді як Господь Вішну - Параматма або надуша, Верховний Бог-Особа, або Нараяна (він має 60 трансцендентних якостей у повноті). Господь Вішну охоплює своєю НадСвідомістю усі живі істоти, знаходячись у серцях також і Брахми й Шіви.